# Ranagau
Ranagau (nep. रानागाउँ) – gaun wikas samiti w zachodniej części Nepalu w strefie Seti w dystrykcie Doti. Według nepalskiego spisu powszechnego z 2001 roku liczył on 546 gospodarstw domowych i 2962 mieszkańców (1532 kobiet i 1430 mężczyzn).